# Lasioglossum bluethgeni
Lasioglossum bluethgeni là một loài Hymenoptera trong họ Halictidae. Loài này được Ebmer mô tả khoa học năm 1971.